# Wapello County
Das Wapello County ist ein County im US-amerikanischen Bundesstaat Iowa. Im Jahr 2020 hatte das County 35.437 Einwohner und eine Bevölkerungsdichte von 31,7 Einwohnern pro Quadratkilometer. Der Verwaltungssitz (County Seat) ist Ottumwa.

## Geografie
Das County liegt im mittleren Südosten Iowas und liegt rund 40 km nördlich der Grenze zu Missouri. Es hat eine Fläche von 1129 Quadratkilometern, wovon elf Quadratkilometer Wasserfläche sind.
Von Nordwest nach Südost wird das County von Des Moines River durchflossen, einem rechten Nebenfluss des Mississippi.
An das Wapello County grenzen folgende Nachbarcountys:
|                  | Mahaska County Keokuk County |                  |
| Monroe County    |                              | Jefferson County |
| Appanoose County | Davis County                 | Van Buren County |

## Geschichte

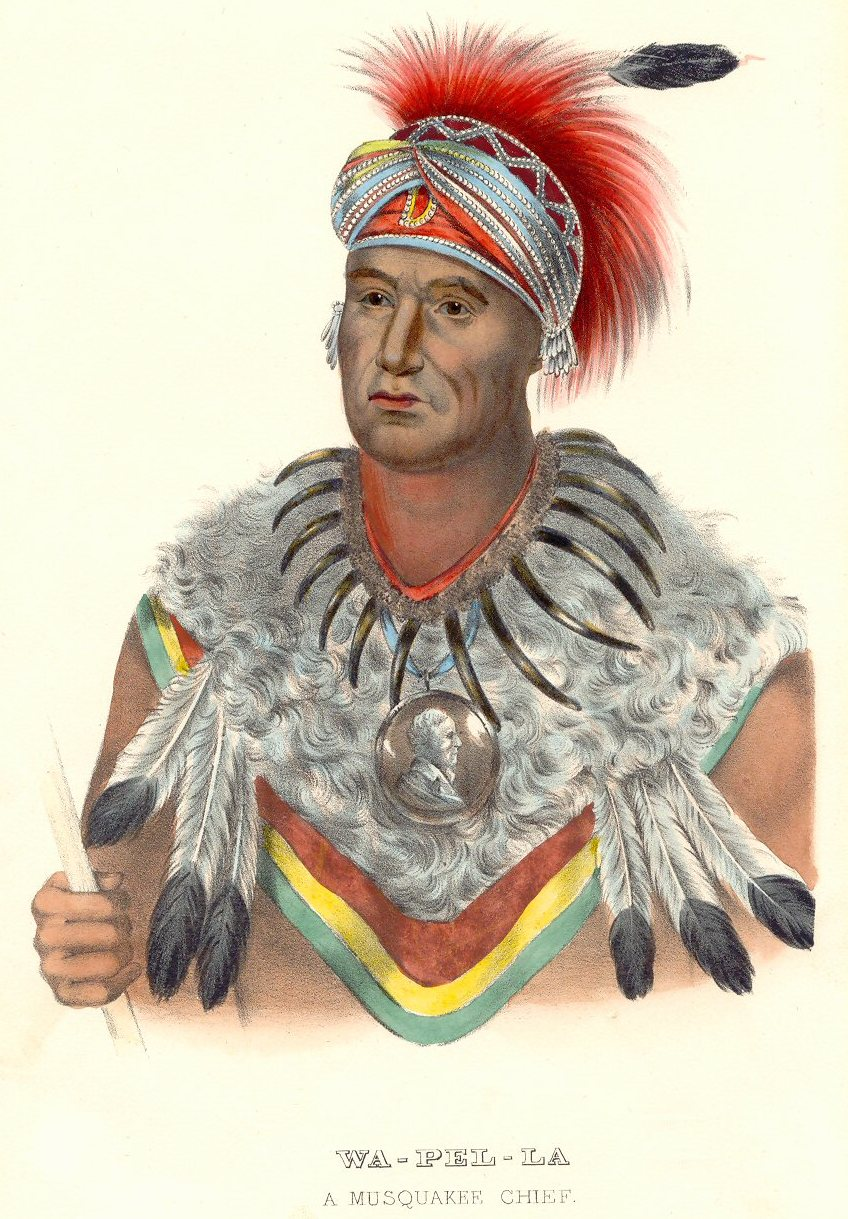
Häuptling Wapello

Das Wapello County wurde am 17. Februar 1843 aus als frei bezeichneten – in Wirklichkeit aber von Indianern besiedelten – Territorium gebildet. Benannt wurde es nach Wapello, einem Häuptling der Fox-Indianer.
Nach der Landfreigabe für die neuen Siedler, am 1. Mai 1843, steckten noch Hunderte ihren neuen Claim entlang des Des Moines Rivers ab. Binnen eines Monates lebten hier 5000 Personen. Das erste Courthouse war ein einfaches Blockhaus.
Die erste wöchentlich erscheinende Zeitung im County, der Des Moines Courier wurde ab 1848 herausgegeben. Das zweite Courthouse wurde aus Stein erbaut. Das Gebäude wurde bis 1855 genutzt. Das Dritte wurde bis 1891 genutzt. Das vierte und heutige Wapello County Courthouse wurde am 17. Mai 1894 in Benutzung genommen. Dieses fünfgeschossige Gebäude wurde aus Sandstein erbaut und 1950 saniert.

1881 erlebte das Wapello County einen kleinen Goldrausch, als ein Bodenspekulant behauptete, er habe Gold im in der Nähe fließenden Bear Creek gefunden. Dies hatte zur Folge, dass sich die Grundstückspreise über Nacht vervielfachten.

## Bevölkerung
Nach der Volkszählung im Jahr 2010 lebten im Wapello County 35.625 Menschen in 14.764 Haushalten. Die Bevölkerungsdichte betrug 31,9 Einwohner pro Quadratkilometer. In den 14.764 Haushalten lebten statistisch je 2,37 Personen.
Ethnisch betrachtet setzte sich die Bevölkerung zusammen aus 92,1 Prozent Weißen, 1,4 Prozent Afroamerikanern, 0,5 Prozent amerikanischen Ureinwohnern, 0,7 Prozent Asiaten sowie aus anderen ethnischen Gruppen; 1,5 Prozent stammten von zwei oder mehr Ethnien ab. Unabhängig von der ethnischen Zugehörigkeit waren 9,1 Prozent der Bevölkerung spanischer oder lateinamerikanischer Abstammung.
22,8 Prozent der Bevölkerung waren unter 18 Jahre alt, 60,8 Prozent waren zwischen 18 und 64 und 16,4 Prozent waren 65 Jahre oder älter. 51,1 Prozent der Bevölkerung war weiblich.

Das jährliche Durchschnittseinkommen eines Haushalts lag bei 40.093 USD. Das Prokopfeinkommen betrug 22.376 USD. 16,2 Prozent der Einwohner lebten unterhalb der Armutsgrenze.

## Ortschaften im Wapello County
Citys
- Agency
- Blakesburg
- Chillicothe
- Eddyville1
- Eldon
- Kirkville
- Ottumwa

Unincorporated Communities
- Bladensburg
- Bridge Port
- Cliffland
- Dahlonega
- Dudley
- Highland Center
- Munterville
- Ottumwa Junction
- Rutledge
- South Ottumwa
- Truax

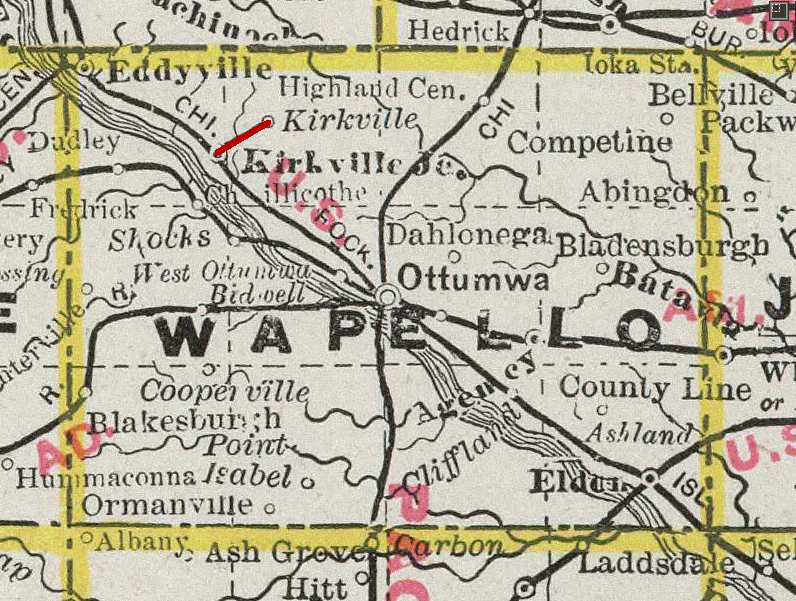
Karte des Wapello County

1 – teilweise im Mahaska und im Monroe County

## Gliederung
Das Wapello County ist in 14 Townships eingeteilt:
| Township           | Einwohner (2010) | FIPS     |
| ------------------ | ---------------- | -------- |
| Adams Township     | 708              | 19-90015 |
| Agency Township    | 1158             | 19-90027 |
| Cass Township      | 242              | 19-90516 |
| Center Township    | 26.707           | 19-90633 |
| Columbia Township  | 1060             | 19-90789 |
| Competine Township | 254              | 19-90795 |
| Dahlonega Township | 677              | 19-90870 |

| Township            | Einwohner (2010) | FIPS     |
| ------------------- | ---------------- | -------- |
| Green Township      | 721              | 19-91737 |
| Highland Township   | 267              | 19-91950 |
| Keokuk Township     | 867              | 19-92313 |
| Pleasant Township   | 260              | 19-93381 |
| Polk Township       | 584              | 19-93453 |
| Richland Township   | 726              | 19-93621 |
| Washington Township | 1394             | 19-94575 |